# Barbro Westerholm
Barbro Westerholm (Stoccolma, 16 giugno 1933 – Stoccolma, 13 marzo 2023) è stata una politica, medico e ricercatrice svedese, attivista dei diritti umani, membro del Riksdag svedese per il Partito Popolare e i Liberali dal 1988 al 1999 e di nuovo dal 2006 al 2022.
Dalla metà degli anni '60 Westerholm fu una dei primi pionieri nel campo della farmacovigilanza, lavorando anche alle prime fasi del Dizionario dei farmaci dell'OMS e del Programma dell'OMS per il monitoraggio internazionale dei farmaci. Nel 1979, come direttore generale del Consiglio nazionale svedese per la salute e il benessere, fece eliminare l'omosessualità dall'elenco delle malattie mentali.

## Biografia
Barbro Westerholm era la figlia di Helge Lagergren e Gunhild Werner, e nipote di Emil Lagergren e di Gunnar Werner. Si laureò in medicina nel 1959, specializzandosi al Karolinska Institutet nel 1965 con una tesi sugli studi sperimentali relativi al rilascio di istamina e triptamina. Quell'anno diventò anche docente. Fu consulente medico presso il National Board of Health and Welfare (1971–1974), esperto medico presso l'Apoteksbolaget (1974–1979), direttore generale del National Board of Health and Welfare (1979–1985) e professore a contratto presso il Karolinska Institutet (1986–1989). Membro del Parlamento per il Partito popolare, poi I liberali nel 1988-1999 e nel 2006-2022, fu anche presidente dell'Associazione dei pensionati svedesi dal 1999 al 2005. Nel 2005 è stata membro della Giunta della Confederazione degli Umanisti.

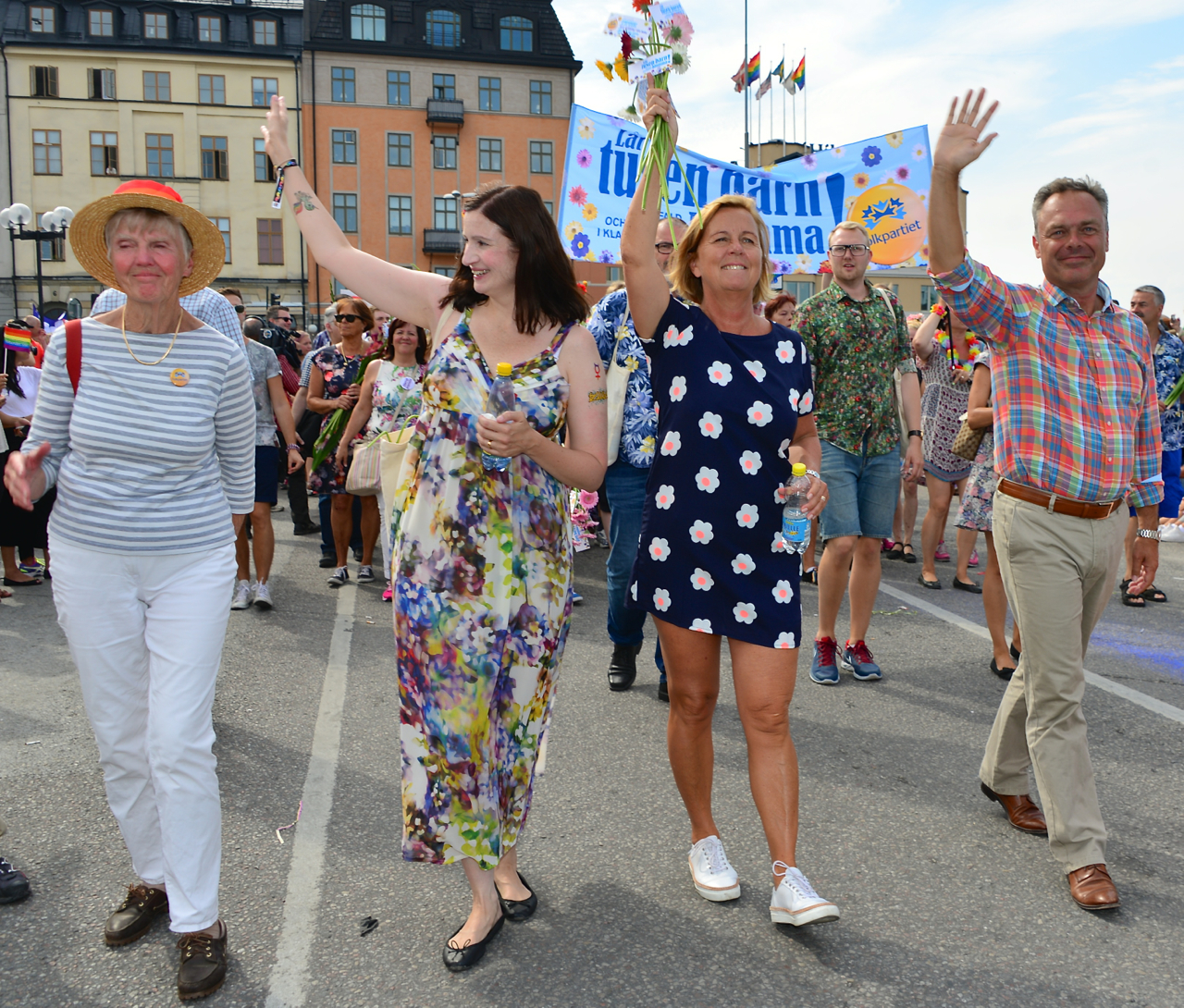
Barbro Westerholm alla manifestazione dello bland Stockholm Pride nel 2014. Da sinistra: Barbro Westerholm, Birgitta Ohlsson, Maria Arnholm e Jan Björklund

Durante la sua permanenza presso il National Board of Health and Welfare, Barbro Westerholm sostenne nel 1979 che l'omosessualità non doveva più essere considerata una malattia mentale. Ciò accadde dopo una manifestazione che attirò l'attenzione di attivisti gay sui gradini del National Board of Health and Welfare. Le scale furono occupate di nuovo da attivisti gay nel 1985 per protestare contro la risposta del National Board of Health and Welfare all'indagine statale che indagava sulla situazione degli omosessuali nella società. Gli attivisti credevano che il National Board of Health and Welfare, in quanto organo di riferimento più importante, avesse ridotto gli aspetti positivi dell'indagine, ad esempio l'introduzione di leggi contro la discriminazione. 
Quando Barbro Westerholm entrò nel Riksdag nel 1988, una legge sull'unione per gli omosessuali divenne il suo tema più importante, qualcosa che il suo stesso partito, il Partito popolare, vedeva in modo controverso. La legge diventò realtà nel 1995, ma le elezioni del 1998 si rivelarono deboli per il Partito popolare e lei ne sentì il peso. Quindi scelse nel 1999 di lasciare la politica diventando presidente dell'Associazione dei pensionati svedesi. In quel ruolo si impegnò a lavorare contro l'"ageism", la discriminazione nei confronti degli anziani. Quando poi ritornò in Parlamento nel 2006, l'"età" fu il suo problema principale. Dopo le elezioni nel 2018, era il membro più anziano del Riksdag. 
Nel 2009 le fu conferito il Nordic Public Health Prize per il suo lavoro nella lotta alla discriminazione contro gli anziani. Venne anche insignita del "quorum Illis" dal governo svedese nel 2003. Nel giugno 2019 fu eletta nel consiglio federale dell'Associazione nazionale per l'educazione sessuale (RFSU).
Westerholm morì il 13 marzo 2023 a 89 anni.

## Vita privata
Barbro Westerholm sposò nel 1959 un medico, il professor Peter Westerholm (nato nel 1935). Insieme ebbero quattro figli, tra cui Johan Westerholm.